# Château des Brosses (Bellerive-sur-Allier)
Pour les articles homonymes, voir Château des Brosses.
Le château des Brosses est un édifice situé à Bellerive-sur-Allier, dans le centre de la France.

## Localisation
Le château est situé sur le territoire de la commune de Bellerive-sur-Allier, dans le département de l'Allier, en région Auvergne-Rhône-Alpes. Il se trouve un peu au nord du stade aquatique et à l'ouest de l'hippodrome.

## Description
Le château des Brosses est un logis rectangulaire, flanqué aux angles de deux tourelles d’escalier. De vastes communs, entièrement rénovés, ont conservé un pigeonnier carré, couvert d’un toit à quatre rampants, surmonté d’un lanternon,.

## Historique
Lors de la Seconde Guerre mondiale, le château des Brosses était le siège de la Milice ; il fut utilisé comme prison et comme lieu de torture. Jean Zay y fut détenu les 19 et 20 juin 1944, avant d’être assassiné.